# Lars Georg Dovertie
Lars Georg Dovertie, född den 21 mars 1825 i Uppsala, död den 8 februari 1910 i Skövde, var en svensk läkare.
Dovertie, sm var medicine doktor i Uppsala 1865, grundlade och var intendent för vattenkuranstalterna i Uppsala (1860-68) och Skövde (1870-90), den senare under en följd av år mycket besökt. Dovertie var en av våra mera kända hydroterapeuter. Han var ordinarie stadsläkare i Uppsala 1868-1869 och i Skövde 1891-1903. 